# Franz Breiner
Franz Breiner (* 23. Jänner 1952 in Linz) ist ein österreichischer Politiker (Grüne). Er war von 2006 bis 2008 Mitglied des österreichischen Bundesrates.

## Ausbildung und Beruf
Breiner besuchte von 1958 bis 1962 die Volksschule und wechselte danach von 1962 bis 1968 an ein Gymnasium. Er absolvierte zwischen 1968 und 1971 das Musisch-pädagogische Bundesrealgymnasium in Linz und legte dort 1971 die Matura ab. In der Folge studierte er Lehramt für Volksschulen an der Pädagogischen Akademie des Bundes in Linz und absolvierte seinen Zivildienst.
Breiner war von 1973 bis 1974 als Volksschullehrer tätig und arbeitete danach von 1974 bis 1998 als Hauptschullehrer. Er wurde 1998 zum Hauptschuldirektor befördert und leitete die Hauptschule in Lenzing. 2008 wurde er zum Bezirksschulinspektor der Region Vöcklabruck-West ernannt. 2012 ging Breiner in Pension.

## Politik und Funktionen
Breiner ist seit Mitte der 1980er Jahre innerparteilich bei den oberösterreichischen Grünen aktiv und engagiert sich zudem bei der Grünen Bildungswerkstatt. Er war von 1985 bis 1986 Mitglied des Landesparteivorstandes der Grünalternative Oberösterreich und war im Anschluss von 1986 bis 2001 Mitglied des Landesparteivorstandes der Grünen Oberösterreich. Von 2003 bis 2007 war er erneut Mitglied des Landesparteivorstandes der Grünen Oberösterreich.
Zwischen 1991 und 2001 wirkte er als Obmann der Grünen Bildungswerkstatt Oberösterreich, zudem war er von 1996 bis 1997 Mitglied des Bundesvorstandes der Grünen Bildungswerkstatt Österreich und von 2001 bis 2003 Finanzreferent der Grünen Bildungswerkstatt Oberösterreich. Er war zwischen 2003 und 2007 erneut Obmann der Grünen Bildungswerkstatt Oberösterreich und ist seit 1998 Mitglied des Landesvorstandes der Grünen LehrerInnen Oberösterreich. 
Breiner war von 1997 bis 1999 auch Mitglied des Kollegiums des oberösterreichischen Landesschulrates und ist seit 1998 Mitglied des Aufsichtsrates der LKUF. Er vertrat die Oberösterreichischen Grünen vom 30. Oktober 2006 bis zum 31. März 2008 im Bundesrat. Er war von 2007 bis 2008 stellvertretender Ausschussvorsitzender im  Ausschuss für Sportangelegenheiten und wirkte zudem als Mitglied im Ausschuss für Wirtschaft und Arbeit, als Mitglied im Gesundheitsausschuss und als Mitglied im Ausschuss für Unterricht, Kunst.
2013 wurde Breiner das Goldene Verdienstzeichen des Landes Oberösterreich verliehen.